# Stephen Merchant
Stephen James Merchant (sinh ngày 24/11/1974) là nam diễn viên, phát thanh viên, đạo diễn phim người Anh Quốc.
Merchant được biết đến nhiều khi cùng Ricky Gervais và Karl Pilkington làm biên kịch và đạo diễn cho sitcom The Office (2001–2003).

## Thời thơ ấu
Merchant sinh ra tại Hanham, Avon, anh là con trai của bà Jane Elaine và ông Ronald John Merchant. Anh từng theo học Đại học Warwick tại Coventry từ năm 1993 đến 1996.